# Robert Lado
Pour les articles homonymes, voir Lado.
Robert Lado (né le 31 mai 1915 à Tampa, Floride - mort le 11 décembre 1995 à Bethesda, Maryland) est un linguiste américain spécialisé dans l'analyse contrastive des langues modernes. Il est notamment connu pour avoir proposé une application de l'approche contrastive à l'enseignement des langues étrangères.

## Biographie
Né le 31 mai 1915 en Floride de parents espagnols émigrés aux États-Unis, Robert Lado s'installe en Espagne avec sa famille alors qu'il est encore enfant, avant d'avoir eu l'occasion d'apprendre l'anglais. À l'âge de 21 ans, Robert Lado retourne aux États-Unis et n'apprend donc l'anglais que tardivement, en tant qu'adulte. Cette expérience l'amènera à développer une certaine sensibilité aux difficultés ressenties par les immigrants et les natifs d'autres langues, lors de l'apprentissage de l'anglais comme langue seconde en milieu anglophone.
Robert Lado reçoit son Bachelor of Arts au Rollins College (en) de Winter Park (Floride), et son Master of Arts à l'Université du Texas à Austin. Il présente ensuite une thèse de doctorat à l'Université du Michigan. À la suite de cette thèse de doctorat, il devient professeur d'anglais et directeur de l’English Language Institute de l'Université du Michigan.
À 35 ans, Robert Lado épouse Lucia Andrade Lado, de laquelle il aura 10 enfants: Lucy, Robert, Ana, Rosemary, Margaret, John, Victor, Joseph, Francis et Maria. Après quelques années passées à l'Université du Michigan, il entre dans le comité de direction de l'Université de Georgetown, à Washington D.C.. En 1960, il y est nommé doyen de l’Institut des Langues (plus tard rebaptisé Faculté de langues et de linguistique) et le restera 13 ans durant.
Robert Lado obtient une subvention de la part de la Ford-Fullbright Foundation, visant à établir des sections en anglais dans cinq universités espagnoles; il coopérera également avec plusieurs universités d'Amérique latine. Il voyage beaucoup de par le monde, et reçoit au cours de sa carrière des doctorats honorifiques de la part de l'Université de Georgetown (1980), et de l'Université Sophia située à Tokyo, au Japon.
En 1977, il fonde, puis préside le Lado International College, une institution d'enseignement des langues qui rencontrera un franc succès, en proposant un programme d'apprentissage rigoureux et académique de l'anglais pour des locuteurs non natifs. Le Lado International College a actuellement trois sections dans la Région métropolitaine de Washington (à Washington D.C., à Arlington, en Virginie, et à Silver Spring, dans le Maryland).
Durant sa vie, Robert Lado aura également été membre du Centre Catholique Espagnol de Washington et paroissien à Little Flower, Maryland. Il se vit décerner la médaille d'honneur de la part des Filles de la Révolution américaine du District de Columbia pour reconnaissance de son charisme et de son engagement civique. Il fut l'un des cofondateurs du TESOL ("Teachers of English to Speakers of Other Languages"), une association de professionnels ayant pour but l'enseignement de l'anglais à des étudiants étrangers. C'est dans son esprit également qu'a été créé le Robert Lado Memorial Award, récompensant certains travaux remarquables de linguistique appliquée réalisés par des étudiants.
À la suite d'un arrêt cardiaque, Robert Lado meurt le 11 décembre 1995 dans une maison de repos proche de la ville de Bethesda, à 10 kilomètres de Washington.

## Apports scientifiques
Robert Lado est considéré comme l'un des fondateurs de la linguistique contrastive moderne, qui, en tant que sous-discipline de la linguistique appliquée, a permis de faire évoluer les programmes d'enseignement des langues. Avec Charles C. Fries, Robert Lado est considéré comme le représentant principal de l'hypothèse contrastive, c'est-à-dire la théorie selon laquelle il est possible de prédire les difficultés rencontrées dans l'apprentissage d'une langue sur base de la comparaison systématique entre la langue maternelle de l'apprenant (tant au niveau de la grammaire que de la phonologie ou du lexique) et la langue apprise. Larry Selinker (en) le crédite aujourd'hui d'avoir largement inspiré sa théorie de l'interlangue.
Dans Linguistics across cultures: Applied linguistics for language teachers, Robert Lado définit une méthodologie comparative s'appliquant à l'analyse de deux langues différentes par leurs systèmes phonologiques, leur grammaire, leur lexique, leur écriture ou encore leur culture. Il insiste dans ce livre sur le fait que « [...] [c'est] dans la comparaison entre langue maternelle et la langue étrangère [que] réside la clé des facilités ou des difficultés de l'apprentissage des langues étrangères. » Robert Lado défend également un apprentissage des langues basé sur l'habitude, selon un point de vue proche de celui de Leonard Bloomfield:
« 
Du fait que l'apprenant tend à transférer les habitudes de sa langue maternelle, nous avons là la principale source de difficulté ou de facilité dans l'apprentissage de la structure d'une langue étrangère. Les structures qui lui seront similaires seront faciles à apprendre, car elles seront transférées directement dans l'autre langue et fonctionneront de manière satisfaisante dans celle-ci. Les structures qui lui sont différentes seront difficiles à transférer, parce qu'elles ne fonctionnent pas de manière satisfaisante dans la langue étrangère et devront être modifiées de manière conséquente. Nous pouvons dire que le degré de contrôle de ces structures différentes est un indice de l'apprentissage de la langue réalisé par une personne donnée,. »
La maîtrise des différences d'une langue donnée par rapport à la langue maternelle est dès lors un indicateur du degré d'apprentissage d'une langue.
L'application de l'approche contrastive à l'apprentissage des langues, telle que conçue par Lado, a par la suite été vivement critiquée par les théoriciens qui l'ont suivi, notamment parce que des expériences sur des apprenants permirent de mettre en évidence ce qui, dans le cadre de l'approche contrastive, serait apparu comme un double paradoxe : d'un côté, la différence entre deux langues est parfois source de facilités d'expression, tandis que d'un autre certaines ressemblances inter-linguistiques posent justement problème et interfèrent sur l'apprentissage.